# Ceremonial Embrace
Ceremonial Embrace är ett finskt black metal-band som grundades år 1998 i Kuhmo.

## Medlemmar
Senaste medlemmar
- Jani Häkli – gitarr, basgitarr
- Jani Huotari – sång
- Heikki Kähkönen – gitarr
- Olli Kokkonen – trummor
- Jari Määttä – synthesizer

Tidigare medlemmar
- Tatu Polvinen – sång (1998)

## Diskografi
Studioalbum
- 2001 – Oblivion

EP
- 1999 – Beyond the Oblivion (demo)